# Wyścig Europy WTCC
Wyścig Europy WTCC – runda World Touring Car Championship rozegrana w 2008 na torze Autodromo Enzo e Dino Ferrari w mieście Imola we Włoszech. Zastąpiła ona w kalendarzu na sezon 2008 Wyścig Szwecji, który został odwołany na wniosek Szwedzkiego Narodowego Pełnomocnictwa Sportu, gdy WTCC nie doszło do komercyjnego porozumienia z organizatorami rundy. Jako że w sezonie 2008 był już Wyścig Włoch rozegrany na Monzy, rundę na Autodromo Enzo e Dino Ferrari nazwano Wyścigiem Europy. Wcześniej, w sezonie 2005, na Imoli odbył się Wyścig San Marino, a w sezonie 2009 Wyścig Włoch.

## Zwycięzcy

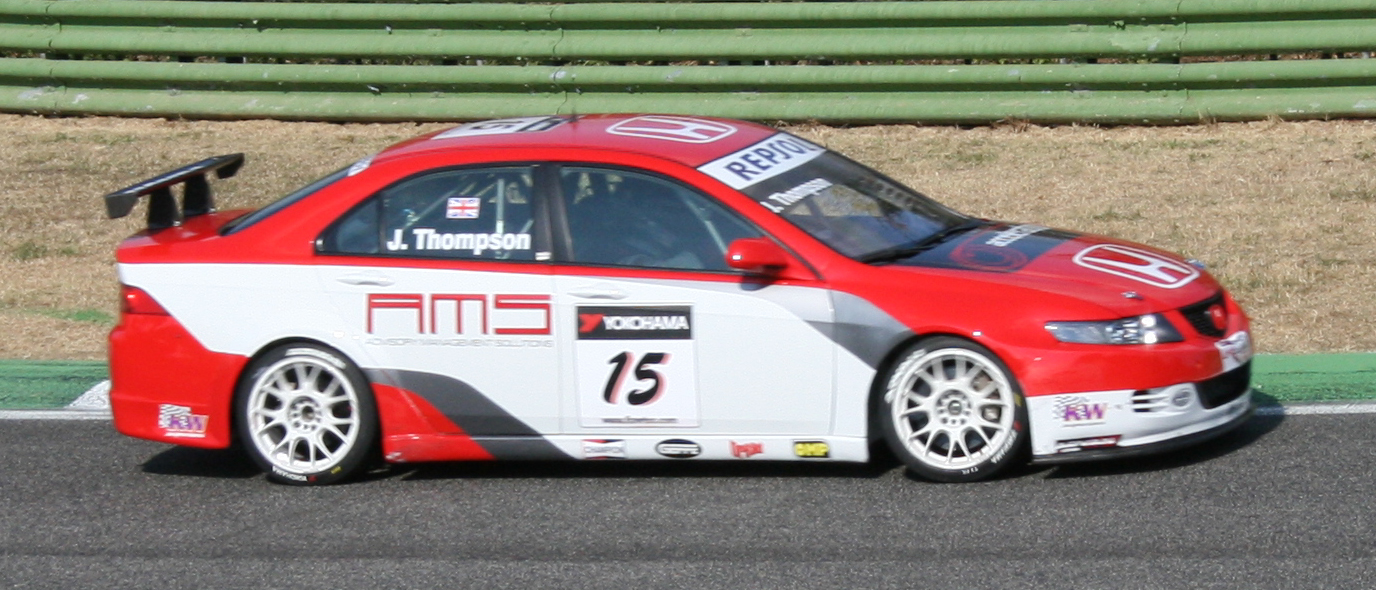
James Thompson za kierownicą Hondy Accord na Imoli

| Sezon | Kierowca                 | Samochód     | Zespół       | Lokalizacja | Wyniki |
| ----- | ------------------------ | ------------ | ------------ | ----------- | ------ |
| 2008  | Wyścig 1: Yvan Muller    | SEAT León    | SEAT Sport   | Imola       | Wyniki |
| 2008  | Wyścig 2: James Thompson | Honda Accord | N.Technology | Imola       | Wyniki |